# Râul Sasu, Buzău
Râul Sasu este un curs de apă, afluent al râului Buzău. 

## Hărți
- Harta Munții Buzăului [nefuncțională – arhivă]
- Harta Siriu - Trasee Montane